# Vuurtoren van Patara
De vuurtoren van Patara is een atypische Romeinse vuurtoren dat als baken functioneerde van de haven van Patara, een voormalige Lycisch-Romeinse stad aan de zuidkust van Turkije. De in 1481 ingestortte toren is in 2025 heropgebouwd en geldt thans als de oudst bestaande vuurtoren ter wereld. 
Patara verbond de Middellandse Zee met de nabijgelegen gelegen Xanthos rivier en was een belangrijke haven- en handelstad van Lycië, een staat uit de klassieke oudheid. De restanten hiervan liggen bij het plaatsje Gelemiş, nabij Kaş, Antalya. De vuurtoren werd er gebouwd in het jaar 64 na Christus in opdracht van de Romeinse keizer Nero en deed dienst als baken voor de zeelieden op de Middellandse Zee, tot in 1481 een aardbeving in Rhodos en een daaropvolgende tsunami de toren deed instorten. De ruïne was daarna door verzanding van het havengebied in duinen verdwenen. De resten zijn in de 19e eeuw door William Gell ontdekt. De vuurtoren werd heropgebouwd en staat sinds 2025 weer in volle glorie op zijn plek.

## Geschiedenis

### Voorgeschiedenis

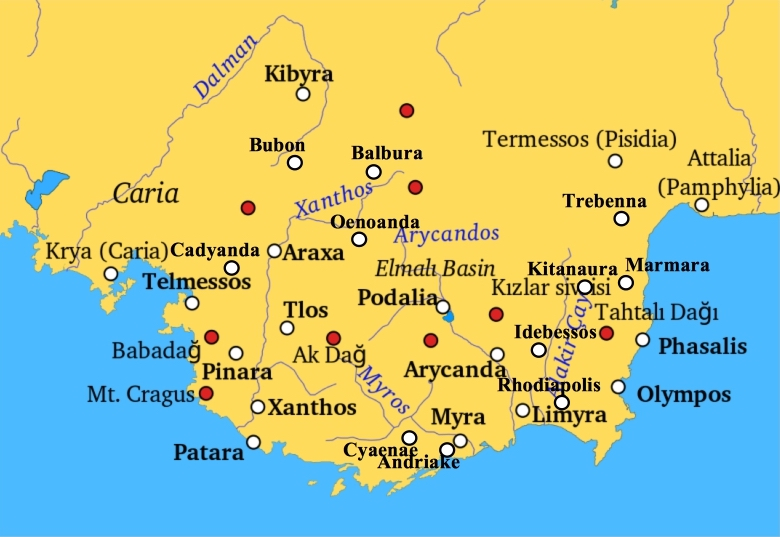
Positie van Patara in klassieke oudheid, met nabijgelegen staten, steden en rivier Xhanthos.

Als verbindingspunt tussen de op 5 kilometer noordwestelijk gelegen Xanthosrivier en de Middellandse Zee was Patara een belangrijke haven- en handelsstad in de Hellenistische periode en werd het hoofdstad van Lycië, een belangrijke provincie in de Romeinse tijd. De Romeinse gouverneur van Lycië en Pamfylië had hier zijn zetel. De haven bevatte grote graanopslagplaatsen, die ter bevoorrading van de Romeinse garnizoenen in het rijk gebruikt werden. De veilige in- en uitvoer van het graan was mogelijk een van de redenen waarom Nero de opdracht tot de bouw van de vuurtoren gaf.

### Bouw en ondergang van de toren

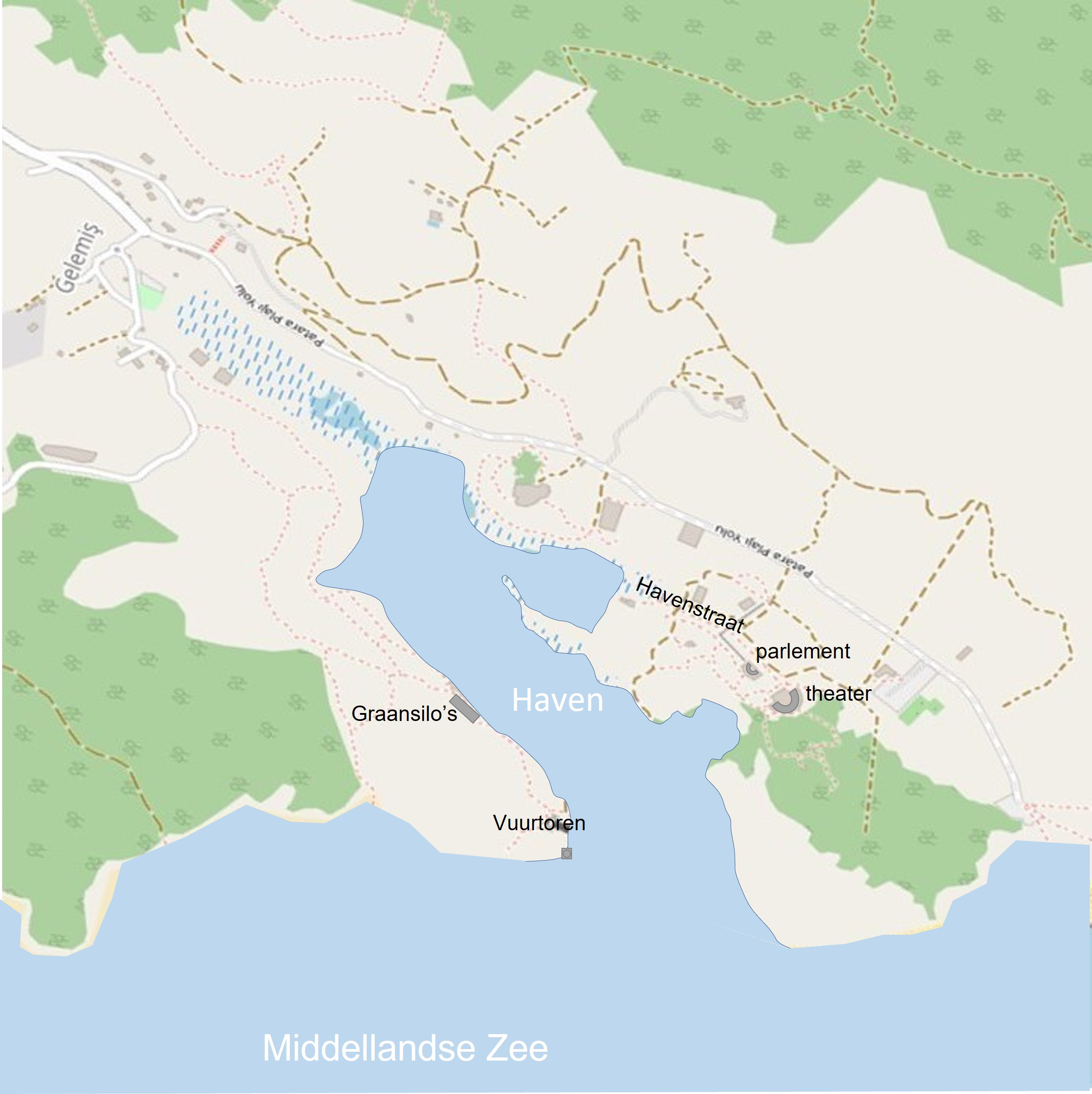
Patara in 1e eeuw, met de toenmalige haven

De vuurtoren werd in 64-65 na Christus gebouwd in opdracht van keizer Nero onder toezicht van toenmalig gouverneur Sextus Marcius Priscus en was daarmee een prestigieus gebouw, vermoedelijk een statussymbool van Patara. Het deed dienst als baken voor de zeelieden op de Middellandse Zee.
In de loop van de eeuwen hebben tempelridders vermoedelijk de vuurtoren aangedaan: er was een kruis in de stenen gebeiteld dat geassocieerd wordt met tempelridders. Ook was er een kruis in de vorm van de christelijke monogram met X (chi) en P (rho) verweven, de eerste twee letters van Khristos, de Griekse schrijfwijze van Christus.

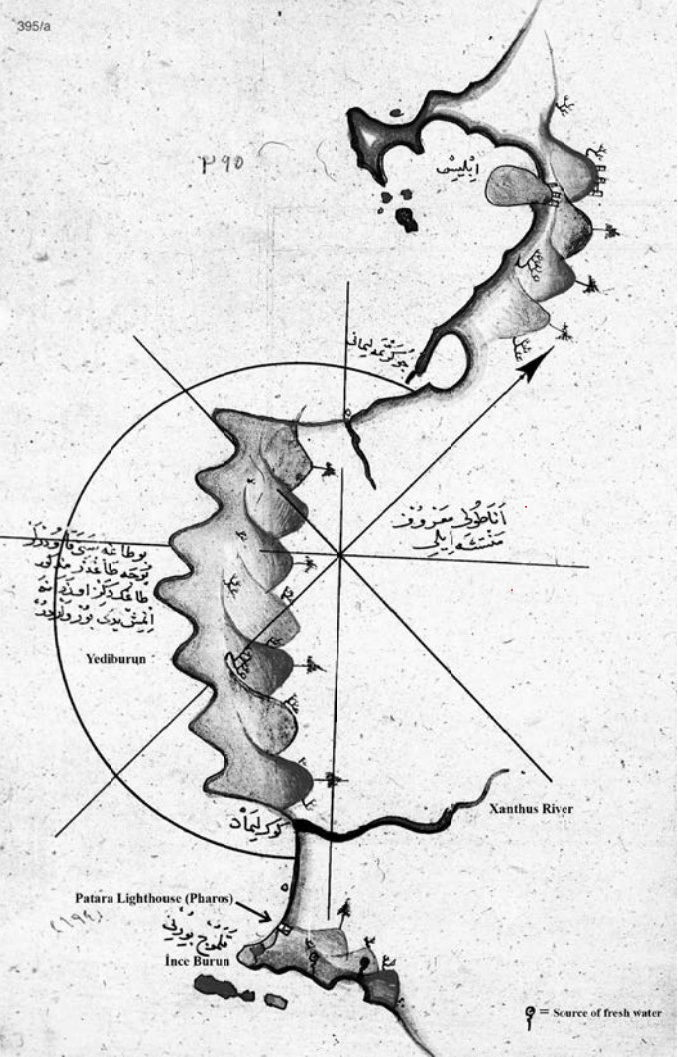
Zeekaart van Piri Reis uit 1652 met de vuurtoren van Patara

De haven van Patara slibde vanaf de 12e eeuw langzaam dicht en veranderde in een moerasgebied. De vuurtoren is hoogstwaarschijnlijk ook gebruikt door de Seltsjoeken. Zelfs al was de stad Patara in latere eeuwen verlaten, de vuurtoren bleef een belangrijke baken voor zeevaarders, getuige markeringen op 16e-eeuwse kaarten van Piri Reis. In 1481 deed een aardbeving in Rhodes en een daaropvolgende tsunami de toren instorten. De ruïne is daarna door verzanding van het havengebied in duinen verdwenen.

### Herontdekking en restauratie

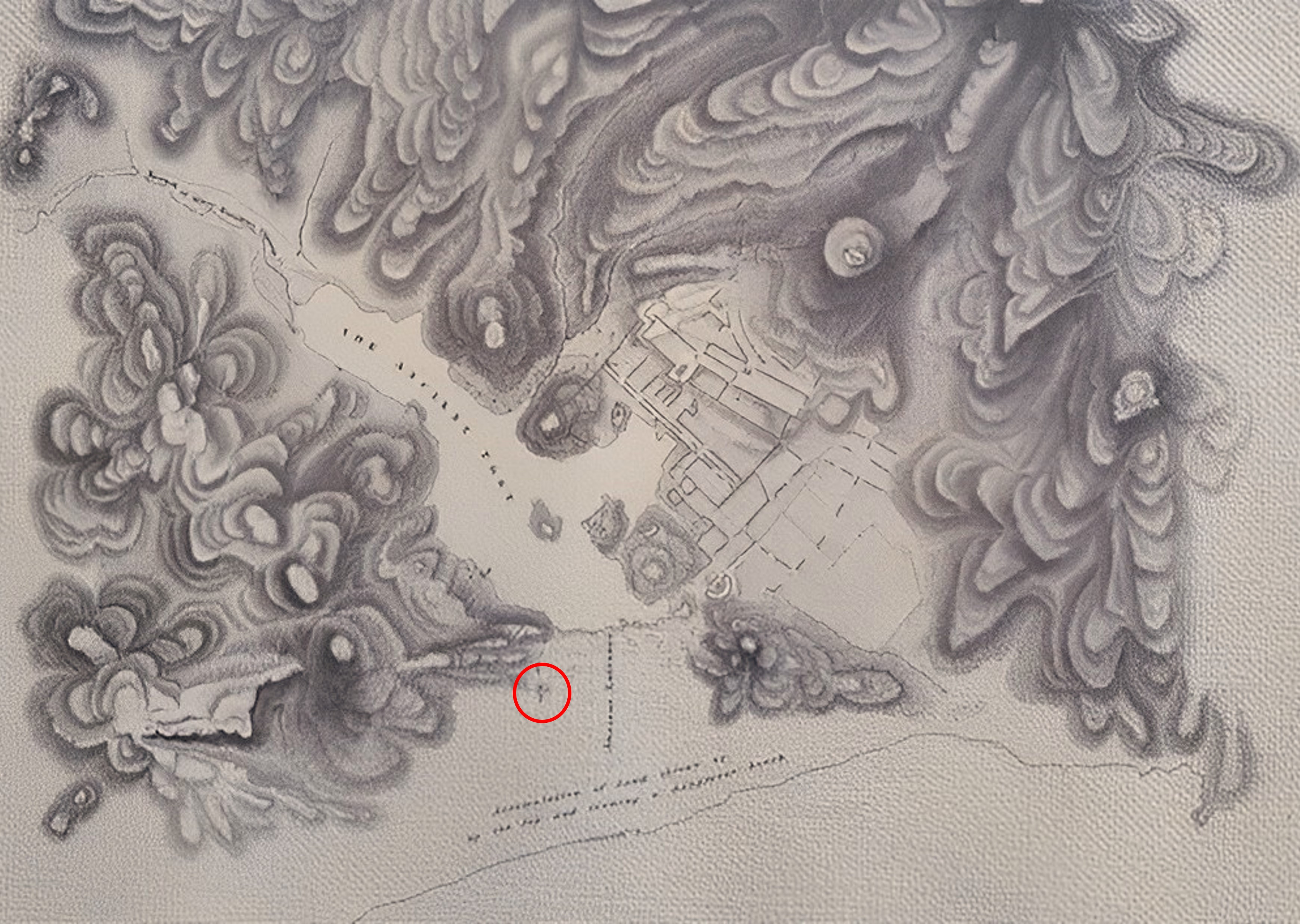
Patara in 1811, met de dichtgeslibte oude haven. De rode cirkel is de locatie van de ruïne, welke toen nog niet als vuurtoren geïdentificeerd was.

De restanten van het bouwwerk werden in 1812 door William Gell herontdekt. Dat het een vuurtoren betrof werd echter pas in 1988 door Fahri Işık beschreven. Hij begon toen de feitelijke archeologische opgraving die in 2000 tot de blootlegging van de basis van de toren leidde. De ruïne lag door de eeuwenlange verzanding in die periode op ca. 500 meter van de kustlijn, gevormd door de Patara-strand en de duinen.

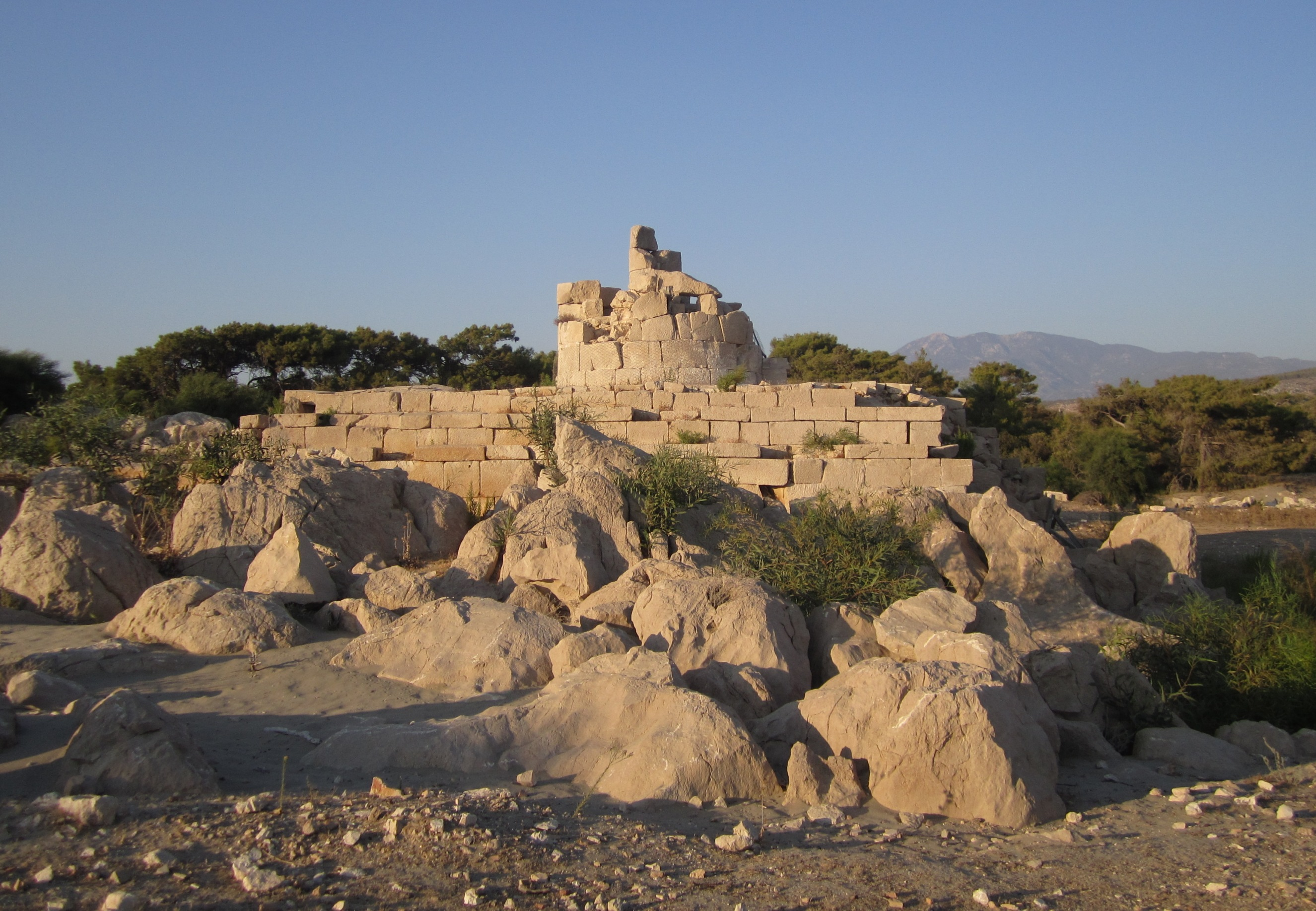
de opgegraven basis, 2011

Een tweede sessie uitgravingen volgde in 2004 om de originele stenen boven te krijgen. Het bouwwerk bleek uiteindelijk uit meer dan 2500 stenen te hebben bestaan.
Middels computermodellering en X-ray technologie is de oorspronkelijke architectuur van de toren tot op de originele plaatsing van elke steen achterhaald en gereconstrueerd. Mede door deze technieken zijn tevens twee opschriften gereconstrueerd en ontcijferd, die hoog in de oostelijke zijde van de torengevel en op de sokkel van het standbeeld stonden, en belangrijke informatie verschaffen over de toren en Lycië in de eerste eeuw.
Restauratiewerkzaamheden zijn in 2020 begonnen. Om de kans op herhaling van neerstorting door natuurgeweld te verkleinen zijn maatregelen in het ontwerp opgenomen ter versterking van de toren, zoals de toepassing van staal, epoxyharslijm, koolstofvezelnetwapening en mortel met gebluste kalk met hoge weerstand. Eind mei 2023 was de restauratie met 85% gevorderd: de bovenste en 67e trede en een hoogte van 21 meter was bereikt. Er restte toen nog de bouw van de vuurkamer met boogramen. Het werk was begin 2025 afgerond en na een onderbreking van 544 jaar weer op zijn oorspronkelijke plek.

## Locatie

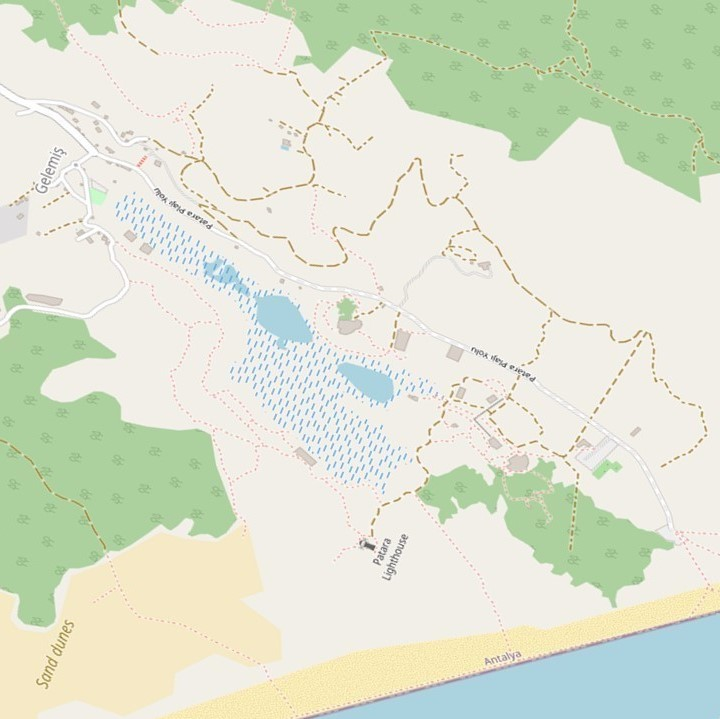
Patara in 2022, met de vuurtoren in de duinen achter het Patara-strand.

De locatie van de vuurtoren, een baken die de toegang vanuit zee tot de toenmalige in het noordoosten gelegen stad Patara markeerde, lijkt volgens de moderne navigatielogica ongeschikt, omdat oostelijk gelegen heuvels en de Antalyaanse Çatal-eilanden de vanuit die kant navigerende zeevaarders het zicht op de toren zouden ontnemen, terwijl het een gevaarlijke vaarroute was waarop in de Romeinse tijd veel schepen door de verraderlijke geografie vergingen. Gezien de toenmalige lokale omstandigheden is het echter mogelijk dat juist deze positie de geschiktste was: schepen die de haven vanuit het oosten naderden, zouden zo het gevaarlijke punt van de Çataleilanden van verre voorbij varen, voordat ze zich op de vuurtoren konden oriënteren en de haven van Patara konden invaren. Voor de schepen die vanuit het westen de stad benaderden, vormde de vuurtoren op deze positie van verre reeds een veilig oriëntatiepunt.
Door de dichtgeslibde haven en de eeuwenlange verzanding heeft zich tussen het bouwwerk en de zee een ca. 500 meter brede strook gevormd dat bestaat uit de Patara-strand en duinen. Anno 2022 is de toren te bereiken via een weggetje door het dichtgeslibde havengebied dat loopt vanaf de ruïnes van Patara, maar ook via de duinen vanaf het strand.

## Beschrijving

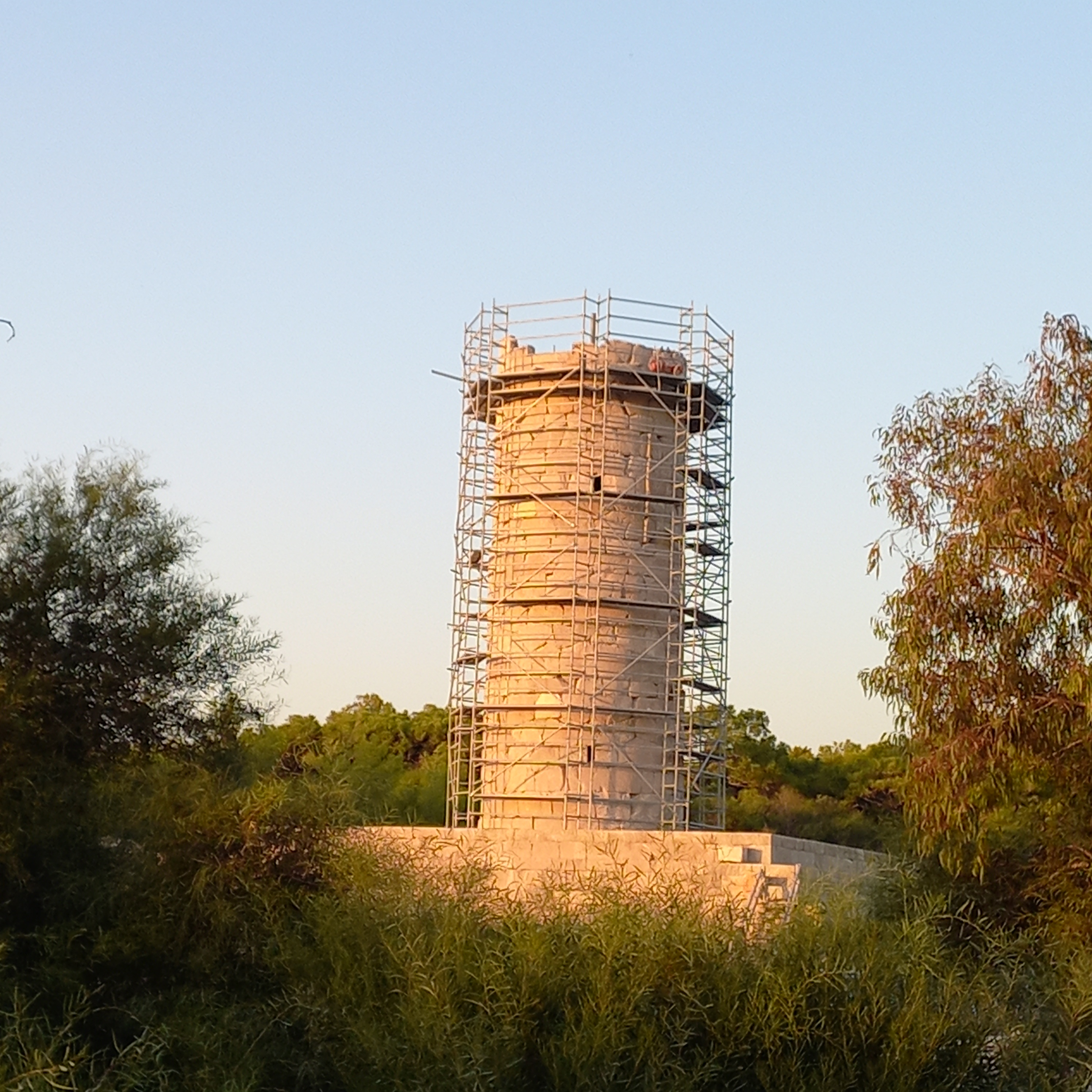
Restauratiewerkzaamheden (oktober 2022)

Hoewel de vuurtoren onder het Romeinse rijk viel, was het atypisch voor Romeinse architectuur. Architectuur van Patara werd gekenmerkt door soberheid. Er werd weinig decoratie toegepast en hierop vormde de vuurtoren geen uitzondering, al was dat wellicht voor dit bouwwerk om praktische redenen: de vuurtoren moest weerbaar zijn tegen de effecten van weerselementen als opspattend zeewater, stormen en regenval. Desalniettemin was aan de oostzijde van de toren een standbeeld en een gebeitelde dofijnenfiguur. Op de wand van de binnenkern bevond zich een fallussymbool met vermoedelijk een apotropaïsche functie.
De 23,5 meter hoge toren, die op een metersdikke funderingsblok stond, moet ca. 29 meter boven zeeniveau getorend hebben. Het vuur heeft op ca. 27 meter hoogte gebrand.

### Basis
De toren heeft een rechthoekig platform van ca. 20 bij 20 meter dat als fundering diende voor de neergestorte toren. Het platform zelf was min of meer in zijn oorspronkelijke vorm teruggevonden. Het platform is 3 tot 4 meter hoog en sluit aan op de natuurlijke variatie van de rotsformatie waarop het gebouwd was.

De oostzijde, dat naar het water keek, vormde over de volle lengte een traptrede van 80 centimeter breed en droeg daarmee bij aan de monumentale aanzicht van de toren. Tegen de toren stond daar het standbeeld van Sextus Marcius Priscus. De sokkel hiervan bevatte de volgende opschrift:
De Raad en het Volk van Patara eren Sextus Marcius Priscus, onze redder en weldoener, propreator gouverneur namens de keizers Tiberius Caesar, Caesar en Caesar Augustus Vespasianus voor het jarenlange rechtvaardige bestuur van de Lyceanen zonder corruptie, het versieren van onze stad met mooie gebouwen, en de bouw van Pharos en Antipharos voor de veiligheid van de zeevaarders.
 Uit deze tekst kan worden opgemaakt dat aan de andere kant van de haveningang een andere vuurtoren (de antipharos) bestaan moet hebben.

### Toren
De cilindrische vorm van de toren is karakteristiek voor vuurtorens in het oostelijke Middellandse Zeegebied. Deze toren was volgens de technische tekeningen 23,5 meter lang en had het een doorsnede van 6,00 meter. Deze toren had een spiraaltrap van 90 centimeter breed tussen de 1,20 meter dikke buitenmuur en de stenen cilindrische kern met doorsnede van 1,80 meter. De trap werd verlicht door kleine raamopeningen in de buitenmuur. De kern en buitenmuur waren op diverse plaatsen aan elkander verankerd middels sleutelstenen en de toren was met een vijftal ringbalken op verschillende hoogtes extra verstevigd. De toren was opgebouwd uit meer dan 2500 gehouwen kalksteenblokken die de vloeren en wanden aflijnden terwijl de binnenkant van deze bouwelementen opgevuld was met cementmortel.

### Gevelschrift

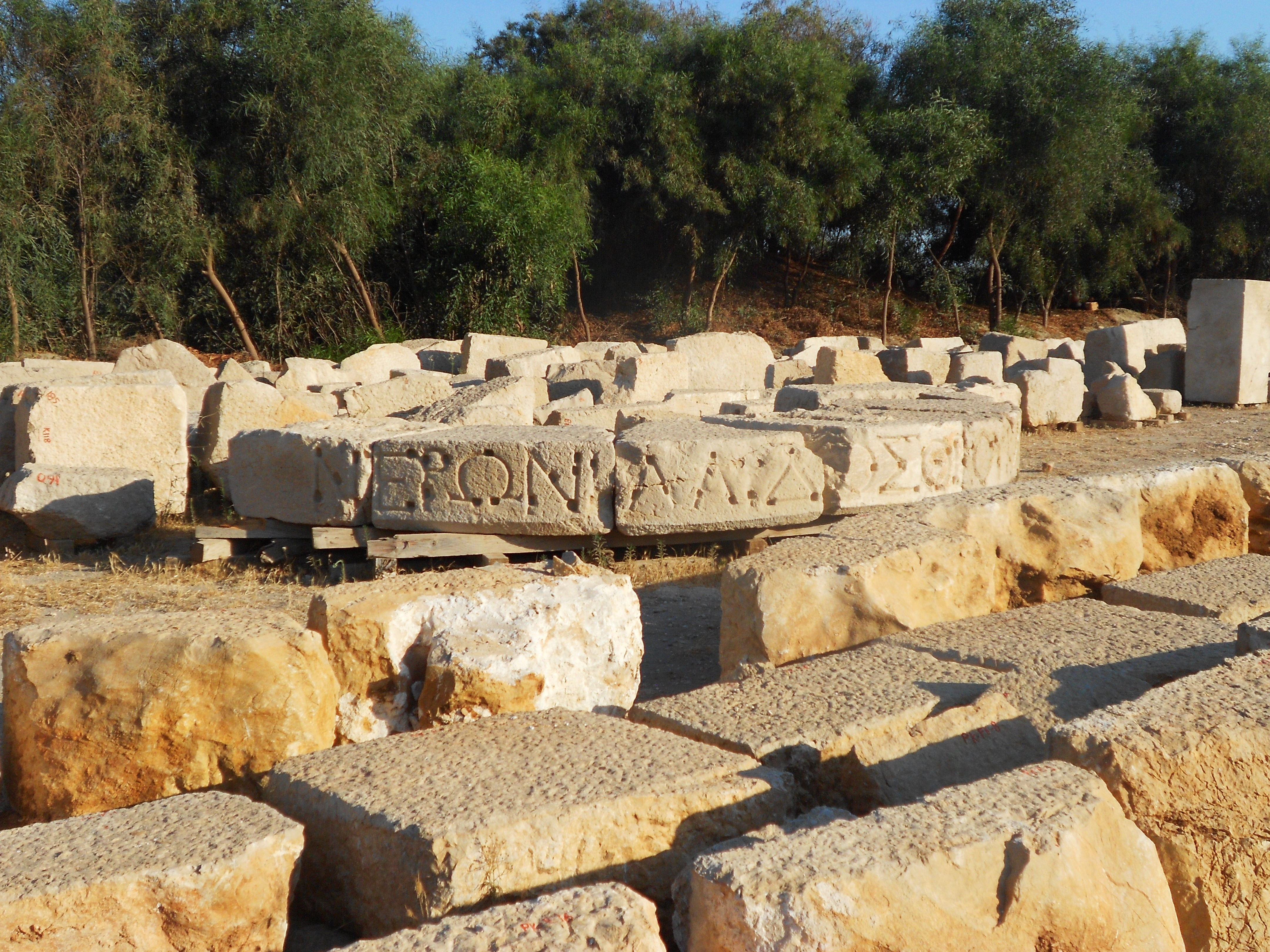
Restant opschrift van Nero

Boven in de gevel, aan de oostzijde, was een met goud afgewerkte bronzen tekst in oudgrieks schrift in kapitalen dat met deuvels in gebeitelde groeven van de gevelstenen bevestigd was:
ΝEΡΩΝ ΚΛΑYΔIΟΣ ΘΕΟY ΚΛΑΥΔIΟΥ ΥIOΣ
ΤΙΒΕΡIΟΥ ΚΑIΣΑΡΟΣ ΣΕΒΑΣΤΟY ΚΑI ΓΕΡΜΑΝΙΚΟY
ΚΑIΣΑΡΟΣ EΚΓΟΝΟΣ ΘΕΟY ΣΕΒΑΣΤΟY
AΠOΓΟΝΟΣ ΚΑIΣΑΡ ΣΕΒΑΣΤOΣ ΓΕΡΜΑΝΙΚOΣ
APXIEIEYΣ ΜEΓΙΣΤΟΣ ΔΗΜΑΡΧΙΚHΣ EΞΟΥΣI
ΑΣ ΤO ΙΑ YΠΑΤΟΣ ΤOΔ ΑYΤΟΚΡAΤΩΡ ΓHΣ
ΚΑI ΘΑΛAΣΣΗΣ ΤO O ΠΑΤΡ ΠΑΤΡIΔΟΣ
ΤOΝ ΦAΡΟΝ ΚΑΤΕΣΚΕYΑΣΕΝ ΠΡOΣ AΣΦA
ΛΕΙΑΝ ΤOΝ ΠΛΟΙΖΟΜEΝΩΝ ΔΙA
ΣEΞΣΤΟΥ ΜΑΡΚΊΟΥ ΠΡΕIΣΚΟΝ ΠΡΕΣ
ΒΕΥΤΟY ΚΑI AΝΤΙΣΤΡΑΤHΓOY

ΚΑIΣΑΡΟΣ ΚΤΥΣΑΜΈΝΟΥ ΤΟ ΕΡΓON

Vrij vertaald: "Nero Claudius, zoon van de goddelijke Claudius [eerste regel], kleinzoon van Tiberius Caesar Augustus en Germanicus Caesar, zoon van de kleinzoon van de goddelijke Augustus; elfde keer houder van het tribunaat, vierde keer consul, heer van land en zee en 's lands vader, liet deze vuurtoren bouwen ter begroeting van de zeevarenden. De bouw is op propraetorisch niveau door keizerlijke gouverneur Sextus Marcius Priscus uitgevoerd." 

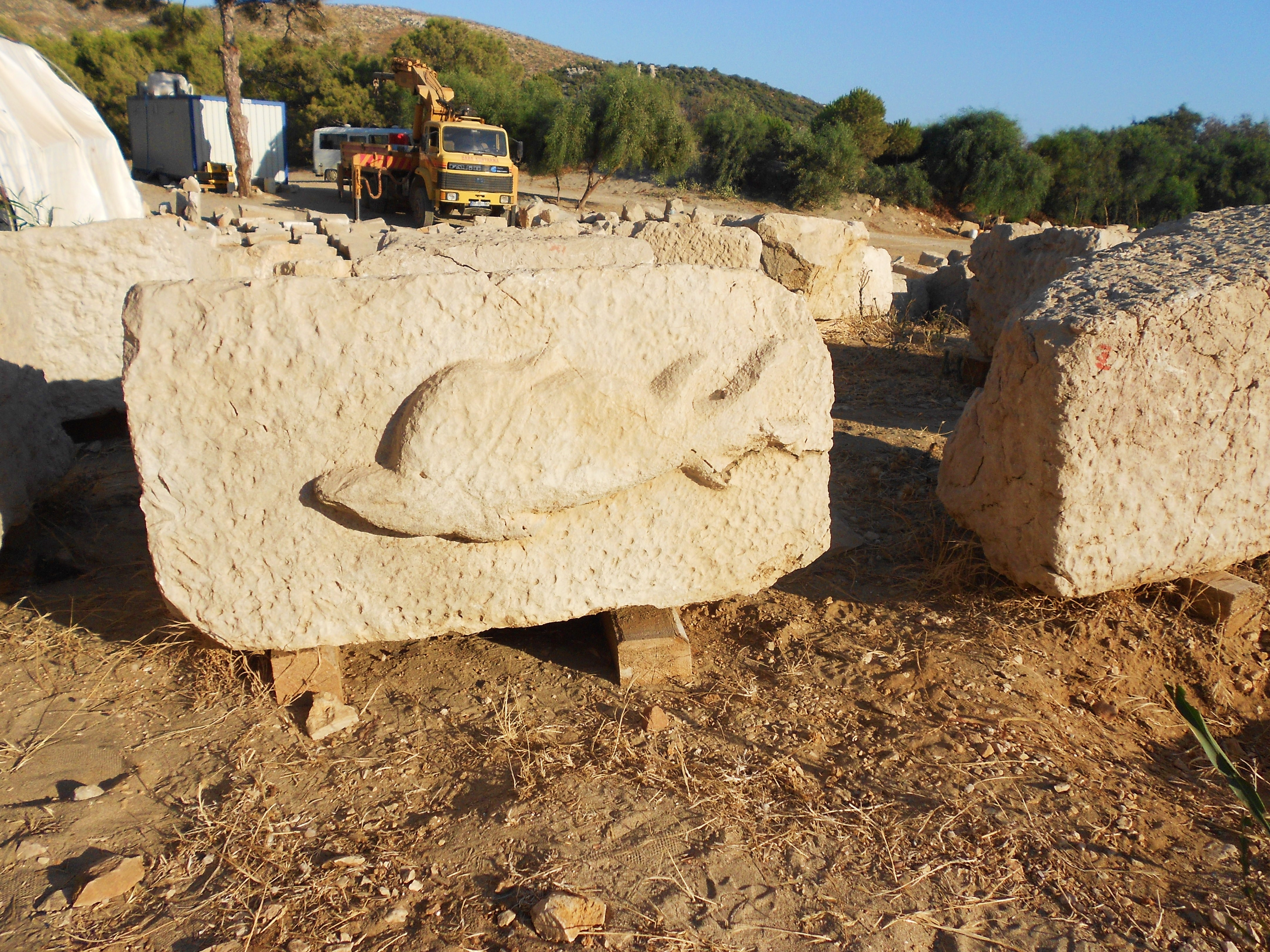
Steen met reliëf van dolfijn

De eerste regel, die de opdrachtgever voor de bouw van de vuurtoren bevatte, was 30 centimeter hoog en vormde zo de titel. De regels daaronder waren 20 centimeter hoog. Het geheel was in de ringbalk onder de tekst versierd met een zeldzame decoratie van een gebeitelde dolfijn, dat symbool stond voor een veilige begeleiding van de zeevaarders in hun vaart van of naar de haven.

### Vuurkamer
De vuurkamer bovenaan was afgewerkt met een enigszins vlakke koepelvormige dakstructuur, hetgeen karakteristiek was voor de vuurtorens destijds, met een opening aan de bovenkant. Dit dak werd gedragen door een gevel met romaanse raamopeningen, waardoor het licht scheen van het vuur dat in deze ruimte gestookt werd, en dat tot een afstand van vier zeemijlen zichtbaar zou zijn. Er was ten minste één waterspuwer aan de voet van de vuurkamer, die binnengedrongen regenwater buiten de gevel afvoerde.

## Historische en culturele waarde

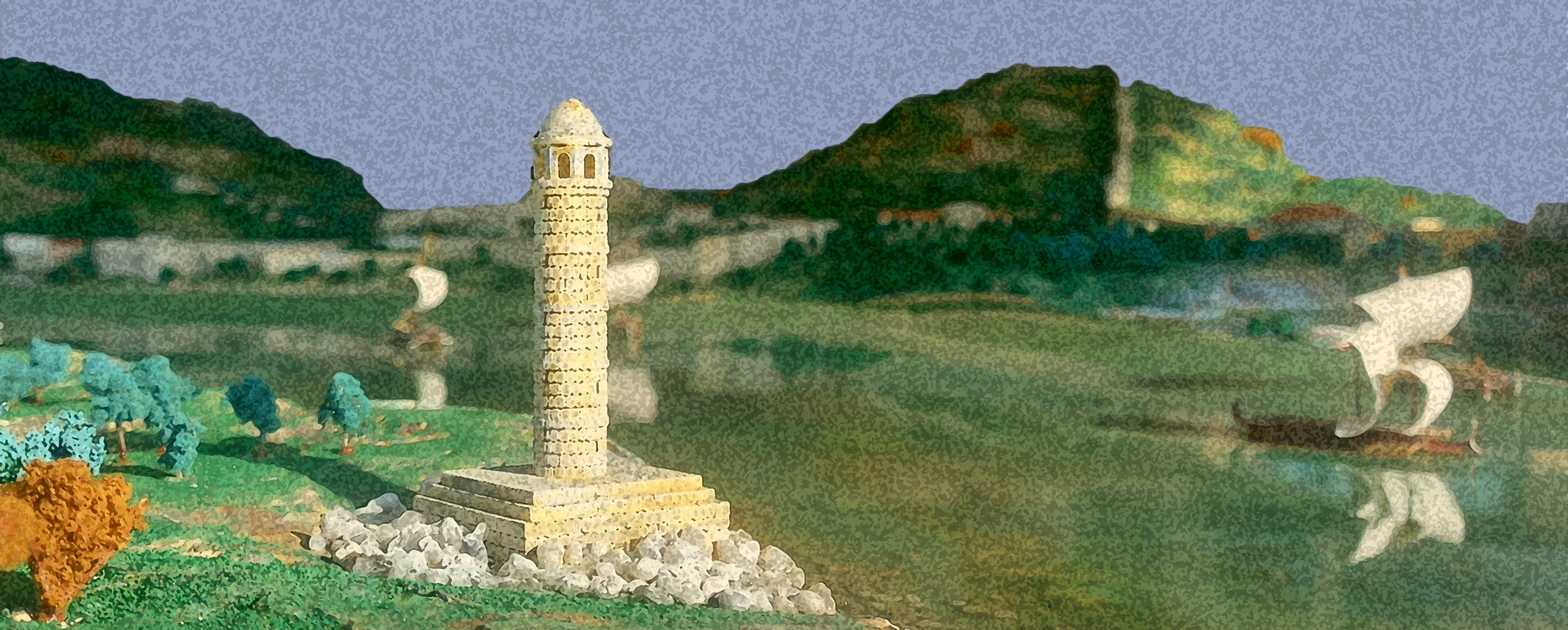
Impressie van de toren aan de kop van de haven in de Romeinse tijd (2)

De vuurtoren van Patara is de enige uit de antieke oudheid die in deze vorm bekend is en die bovendien met zijn originele materialen gerestaureerd is. Terwijl de rond 280 voor Christus gebouwde Pharos van Alexandrië de oudst bekende vuurtoren is dat ooit bestaan heeft, passeert de vuurtoren van Patara met enkele decennia de Spaanse Herculestoren als 's werelds oudste nog bestaande vuurtoren.
De opgravings- en restauratiewerkzaamheden van de toren inclusief de reconstructie en ontcijfering van de teksten die gevonden zijn hebben waardevolle informatie over de Romeinse tijd in Lycië gegeven.
De toren ligt met de ruïnes van Patara op de Lycische Weg. Het is fysiek te bezichtigen en op afstand te zien. Verwacht wordt dat de vuurtoren een belangrijke toeristische attractie wordt.